# Prix Samuel-Torrey-Orton
Pour les articles homonymes, voir Orton.
Le Prix Samuel Torrey Orton (Samuel Torrey Orton Award est une distinction attribuée depuis 1966 par la International Dyslexia Association pour des contributions à la compréhension de la dyslexie.

## Description
Le prix reconnaît une personne qui :
- a apporté une contribution vitale à la compréhension scientifique de la dyslexie,
- a significativement amélioré notre capacité à aider avec succès des dyslexiques,
- a étendu la connaissance nationale et internationale de la dyslexie,
- a démontré une compétence et un dévouement exceptionnel concernant la dyslexie[1].

Le prix est décerné en hommage au médecin américain Samuel Orton (en) (1879-1948).

## Lauréats
- 2021: John Gabrieli[2],[3]
- 2020: R. Malatesha Joshi
- 2019: Mark S. Seidenberg
- 2018: Richard Wagner
- 2017: Maureen Lovett
- 2016: Albert Galaburda
- 2015: Virginia W. Berninger
- 2014: Kate Cain
- 2013: Louisa Moats
- 2012: Sally Shaywitz & Bennett Shaywitz[4]
- 2011: Maryanne Wolf
- 2010: Marilyn Jager Adams
- 2009: Susan Brady & Hollis Scarborough
- 2008: Hugh W. Catts
- 2007: Uta Frith
- 2006: Joseph Torgesen
- 2005: Margaret Snowling[5]
- 2004: Martha Bridge Denckla
- 2003: Jack M. Fletcher
- 2002: Bruce F. Pennington[6]
- 2001: Gordon F. Sherman & Disability Rights Advocates
- 2000: G. Reid Lyon
- 1999: Howard G. Gardner
- 1998: Priscilla L. Vail
- 1997: C. Wilson Anderson, Jr.
- 1996: Jeanne S. Chall
- 1995: Jeanette Jansky
- 1994: Rosa Hagin[7]
- 1993: Lucia R. Karnes
- 1992: Sylvia O. Richardson
- 1991: Dorothy B. Whitehead & Carolyn et Carl Kline
- 1990: Diana H. King
- 1989: Regina Cicci
- 1988: William Ellis & Isabelle Liberman
- 1987: Lucius Waites & Alice Gardside
- 1986: Che Kan Leong & John Bigelow
- 1985: Alice Koontz & Norman Geschwind-(posthume)
- 1984: Robert G. Hall
- 1983: Eleanor T. Hall
- 1982: Drake D. Duane
- 1981: Arthur Benton
- 1980: Helene Durbrow & Leon Eisenberg
- 1979: J. Roswell Gallagher
- 1978: Paula D. Rome
- 1977: Aylett R. Cox
- 1976: Roger E. Saunders
- 1975: Richard Masland
- 1974: Macdonald Critchley
- 1973: Sally Child
- 1972: Beth Slingerland
- 1971: Margaret Byrd Rawson
- 1970: Lloyd J. Thompson
- 1969: June Lyday Orton
- 1968: Katrina deHirsh
- 1967: Edwin Cole
- 1966: Lauretta Bender